# رامون مویا
رامون مویا (انگلیسی: Ramón Moya؛ زادهٔ ۲ مارس ۱۹۵۶) بازیکن فوتبال اهل اسپانیا است.